# 5236 Yoko
5236 Yoko este o planetă minoră (asteroid), cu un diametru de 8,263 km, din centura de asteroizi. A fost descoperită pe 10 octombrie 1990 la Kani⁠(d) de Yoshikane Mizuno⁠(d). 
Obiectul prezintă o orbită caracterizată de o semiaxă mare de 2,3306257 UAi, o excentricitate de 0,11, o înclinație de 7,40397 ° în raport cu ecliptica.